# Bulbocii Noi, Soroca
Bulbocii Noi este un sat din cadrul comunei Bulboci din raionul Soroca, Republica Moldova.

## Istorie
Localitatea a fost întemeiată în anul 1911 de oamenii care provin din Bulboci, precum și din alte sate. Biserica „Acoperământul Maicii Domnului” a fost construită în perioada 1930-1937.

## Demografie

### Structura etnică
Structura etnică a satului conform recensământului populației din 2004:
| Grup etnic         | Populație | % Procentaj |
| ------------------ | --------- | ----------- |
| Moldoveni / Români | 321       | 98,77%      |
| Ucraineni          | 3         | 0,92%       |
| Ruși               | 1         | 0,31%       |
| Total              | 325       | 100%        |